# 제35군 (일본군)
제35군은 일본 제국 육군의 중의 하나이다.

## 연혁
1944년 8월 4일에 편성된 제14방면군 예하에 소속된 군대 체계이다. 필리핀의 민다나오섬과 비사야 제도 방위를 임무로 처음에는 장기 지구전을 전략 목표로 하고 있었다.
1944년 10월 20일 미군이 레이테섬에 상륙한다는 첩보를 입수하고, 보고를 받은 대본영은 레이테에서 결전한다는 결정을 내렸고, 이에 따라 레이테섬 전투를 담당하게 되었다. 제공권, 제해권을 잃고 보급이 단절된 가운데 그 대부분을 잃고, 같은 해 12월 18일 대본영은 레이테섬을 포기했다. 12월 22일에는 제14방면군으로부터 스스로 전투를 벌이며, 살 길을 찾으라는 명령을 받았다. 이에 따라 제35군은 레이테섬, 민다나오, 비사야 제도 등지에서 장기 지구전으로 전환했고, 미군에 계속 저항을 했다. 그것은 또한 물자의 부족 때문에 기아와의 전쟁을 의미했다.

## 기본정보
- 통칭 : 히사시 (尚)
- 편성시기 : 1944년 8월 4일
- 최종위치 : 필리핀 민다나오
- 상급부대 : 제14방면군

## 인사

### 사령관
- 스즈키 사소쿠 중장 ( 육사 24기, 일본 육군대학교 이하 육대 31기 : 1944년 7월 28일 - 1945년 4월 19일)

### 참모장
- 토모치카 미하루 대령 → 소장 (육사 32기, 육대 41기 : 1944년 7월 28일 - 1944년 11월 14일) ※동군 참모부장.
- 와치 타카지 중장 (육사 26기, 육대 34기 : 1944년 11월 14일 - 1945년 2월 20일) ※ 남방 군에 전출.
- 토모치카 미하루 소장 (1945년 2월 20일 – 종전)

### 참모부장
- 토모치카 미하루 소장 (1944년 11월 14일 - 1945년 2월 20일)

※ 1944년 11월 와치 중장 참모장 취임에 따라 참모 부장, 1945년 2월 같은 중장의 전출에 의해 참모장으로 복귀한다. 

### 참모부
- 고급 참모 : 나카무라 미츠구 대령 (육사 37기, 육대 48기)
- 작전 주임 참모 : 오오소네 요시히코 대령 (육사 38기, 육대 47기)
- 작전 참모 : 카토카와 코타로 중령 (육사 42기, 육대 50기 : 1944년 11월 - 1945년 4 월) ※ 제38 군에 전출.
- 후방참모 : 류자키 쇼지 중령 (육사 43기, 육대  49기)
- 후방참모 : 스기모토 모리오 중령 (육사 42기, 육대  55기)
- 후방참모 : 야마자키 만조 소령 (육사 48기, 육대  58기)
- 후방참모 : 오바타 카즈요시 중령 → 대령 (육사 35기, 육대 47기)
- 정보주임참모 : 와타나베 리이 소령 → 중령 (육사 45기, 육대  53기)
- 정보참모 : 타카하시 고헤이 소령 (육사 51기, 육대  58기)
- 선박참모 : 와타나베 시게오 소령 → 중령 (육사 42기, 육대  54기)
- 통신참모 : 사토 미타 소령 (육사 46기, 육대  57기)

### 부관부
- 고급 부관 : 시마다 모리노스케 중령 (육사 31기)
- 부관 : 아카바네 쇼이치 소령 (소 후보 6기)
- 부관 : 메이야 도크조 중위

### 사령부 각부
- 병기부장 : 타카 쿠로 중령 (육사 30기)
- 경리부장 : 히라이 이사무 주계소장
- 군의관 부장 : 요스키 마스오 군의소장

## 예하 부대
- 제16사단
- 제30사단
- 제100사단
- 제102사단
- 독립 혼성 제54여단

### 주요 휘하 부대 (제14방면군 예하)
- 제1사단
- 제26사단
- 독립 혼성 제55여단
- 제68여단

### 제35군 직속 부대의 약력
- 야전 고사포 제76 대대
  - 대대장 : 후루쇼 요시아키 소령

- 제1 통신 대
  - 대장 : 야마시타 오사무사 소령 (육사 48기)

### 특설 기관 포대
- 특설 제8 기관포대
- 특설 제9 기관포대
- 특설 제16 기관포대
- 특설 제17 기관포대
- 특설 제18 기관포대
- 특설 제19 기관포대
- 특설 제22 기관포대
- 특설 제23 기관포대
- 특설 제24 기관포대
- 특설 제25 기관포대
- 특설 제26 기관포대
- 특설 제27 기관포대
- 특설 제28 기관포대
- 특설 제29 기관포대
- 특설 제30 기관포대

### 병참 부대
- 독립 자동차 제322 중대
- 독립 자동차 제323 중대
- 독립 자동차 제324 중대
- 독립 자동차 제327 중대
- 독립 자동차 제328 중대
- 독립 자동차 제329 중대
- 특설 자동차 제24 중대
- 남방 제13 육군병원
- 남방 제14 육군병원

### 근무 부대
- 제22 야전 근무대
- 건설 근무부대 47 중대